# Charter Oak, Kalifornien
Charter Oak är en ort (CDP) i Los Angeles County, i delstaten Kalifornien, USA. Enligt United States Census Bureau har orten en folkmängd på 9 310 invånare (2010) och en landarea på 2,4 km².